# Kecamatan Batu Ampar
Kecamatan Batu Ampar är ett distrikt i Indonesien.   Det ligger i provinsen Kepulauan Riau, i den västra delen av landet, 900 km norr om huvudstaden Jakarta. Kecamatan Batu Ampar ligger på ön Pulau Batam.